# 行動活性化
行動活性化 (Behavioral activation, BA、行動賦活化)は、日常生活の中で楽しみや達成感を感じる行動の種類や頻度を増やすことで、意義のある生活の実現を目指す心理療法である。認知行動療法の行動療法に分類され、第三世代の認知行動療法の1つにも分類される。うつ病の治療で有効性が最も実証されている心理療法の1つである。

## 概要
WHOのmhGAPマニュアルにおいても、うつ病に対して推奨される心理療法のひとつとして挙げられている。
行動賦活化アプローチは、ACTIONという頭字語で表される方法がある。
- A：気分と行動の評価（assess mood and behavior ）
- C：代わりの行動を選ぶ（choose alternative behaviors）
- T：それを試す（try out the alternative）
- I：その変化を取り入れる（integrate the change into your life）
- O：結果の観察（observe the results）
- N：その評価（now evaluate）

回避のTRAPから対処行動のTRACへの変換が重要とされる。
- T：きっかけ（Trigger）
- R：反応（Response）
- A、P：回避パターン（Avoidance Pattern）
- A、C：代替行動（Alternative Coping）

## 実践
具体的には、次のような手順で行われる。
1. 日常生活における1週間の活動の振り返り（1時間ごとのモニタリング）をしてもらう。その際、活動記録シートを用意し、楽しさの評価（0：全く楽しくない～10：とても楽しい）と日時・場所・活動の簡単な描写を記入してもらえるようサポートする。
2. 楽しい活動と否定的な活動のそれぞれについて、クライアントと治療者が協同で理由を探っていく。また、楽しいことリストを作成できるよう支援する。
3. 生活の中で、楽しい活動の数を増やし、否定的な活動や活動しない時間を減らすことができるように、多くの楽しい活動と適切な生活リズムを伴った週間計画の作成を協同で行う。
4. 日常生活の中で、上記の計画を実施できるようサポートする。
5. 再度モニタリングを行い、さらなる改善に向けたサポートを行う。